# Sölvesborg
Sölvesborg este un oraș în Suedia.

## Demografie
| \| Evoluția demografică a zonei urbane Sölvesborg, 1970–2015 \| Evoluția demografică a zonei urbane Sölvesborg, 1970–2015 \| Evoluția demografică a zonei urbane Sölvesborg, 1970–2015 \| Evoluția demografică a zonei urbane Sölvesborg, 1970–2015 \| Evoluția demografică a zonei urbane Sölvesborg, 1970–2015 \| \| --------------------------------------------------------------------------------------- \| --------------------------------------------------------- \| --------------------------------------------------------- \| --------------------------------------------------------- \| --------------------------------------------------------- \| \| An \| \| \| Locuitori \| \| \| 1970 \| 1970 \| \| 6.797 \| 6.797 \| \| 1975 \| 1975 \| \| 7.292 \| 7.292 \| \| 1980 \| 1980 \| \| 7.287 \| 7.287 \| \| 1990 \| 1990 \| \| 7.702 \| 7.702 \| \| 1995 \| 1995 \| \| 7.982 \| 7.982 \| \| 2000 \| 2000 \| \| 7.858 \| 7.858 \| \| 2005 \| 2005 \| \| 7.883 \| 7.883 \| \| 2010 \| 2010 \| \| 8.401 \| 8.401 \| \| 2015 \| 2015 \| \| 8.972 \| 8.972 \| \| Sursa: SCB - Statistika Centralbyrån, Folkmängden per tätort. Vart femte år 1960 - 2016 \| \| \| \| \| |      |  |           |       |
| Evoluția demografică a zonei urbane Sölvesborg, 1970–2015 |      |  |           |       |
| An |      |  | Locuitori |       |
| 1970 | 1970 |  | 6.797     | 6.797 |
| 1975 | 1975 |  | 7.292     | 7.292 |
| 1980 | 1980 |  | 7.287     | 7.287 |
| 1990 | 1990 |  | 7.702     | 7.702 |
| 1995 | 1995 |  | 7.982     | 7.982 |
| 2000 | 2000 |  | 7.858     | 7.858 |
| 2005 | 2005 |  | 7.883     | 7.883 |
| 2010 | 2010 |  | 8.401     | 8.401 |
| 2015 | 2015 |  | 8.972     | 8.972 |
| Sursa: SCB - Statistika Centralbyrån, Folkmängden per tätort. Vart femte år 1960 - 2016 |      |  |           |       |